# Вперед з півострова!
Вперед з півострова! (яп. 半島を出よ, Hantō o Deyo) — фантастичний роман Рю Муракамі, опублікований 2005 року в токійському видавництві «Ґентоша».

## Короткий опис
Роман розповідає про наближене майбутнє, проте зараз читається як твір, написаний в жанрі альтернативної історії. За сюжетом роману, 2011 року Північна Корея, використовуючи методи ведення гібридної війни, вторгається в Японію і окуповує острів Кюсю, один з чотирьох великих островів.